# Rodolfo Llinás
Rodolfo Llinás Riascos (* 16. Dezember 1934 in Bogotá, Kolumbien) ist ein kolumbianisch-US-amerikanischer Neurowissenschaftler. Er ist Thomas and Suzanne Murphy Professor of Neuroscience an der New York University.
Er wurde 1965 bei John C. Eccles an der Australian National University promoviert.

## Auszeichnungen
- 1986: Mitglied der United States National Academy of Sciences
- 1994: Jean-Louis-Signoret-Preis
- 1996: Mitglied der American Academy of Arts and Sciences
- 2002: Mitglied der Académie des sciences
- 2018: Ralph-W.-Gerard-Preis

## Schriften (Auswahl)
- Frog neurobiology : a handbook (1969)
- Rodolfo R. Llinas: The Squid Giant Synapse, Current Topics in Membranes and Transport, Volume 22, 1984, Pages 519-546, https://doi.org/10.1016/S0070-2161(08)60483-9.
- Llinás, Rodolfo R: The intrinsic electrophysiological properties of mammalian neurons: insights into central nervous system function. Science 242.4886 (1988): 1654-1664.
- Steriade, Mircea, Edward G. Jones, and Rodolfo R. Llinás: Thalamic oscillations and signaling. John Wiley & Sons, 1990.
- Steriade, M., Gloor, P. L. R. R., Llinas, R. R., Da Silva, F. L., & Mesulam, M. M. (1990): Basic mechanisms of cerebral rhythmic activities. Electroencephalography and clinical neurophysiology, 76(6), 481-508.
- Llinas, R., M. Sugimori, and R. B. Silver: Microdomains of high calcium concentration in a presynaptic terminal. Science 256.5057 (1992): 677-679.
- The cerebellum revisited (Konferenzschrift, 1988, Barcelona) / Rodolfo Llinás ; Constantino Sotelo ed. New York u. a.: Springer, 1992. ISBN 978-3-540-97693-6.
- Llinas, Rodolfo, and Urs Ribary: Coherent 40-Hz oscillation characterizes dream state in humans. Proceedings of the National Academy of Sciences 90.5 (1993): 2078-2081.
- C. von Euler, I. Lundberg, and R. Llinás (Eds): Basic mechanisms in cognition and language. Amsterdam: Elsevier, 1998.
- The Squid Giant Synapse. Oxford: Oxford University Press, 1999.
- Llinás, Rodolfo R:.I of the vortex: From neurons to self. MIT press, 2002.
- Neuron (2008), Scholarpedia, 3(8):1490. (www.scholarpedia.org)
- Buzsáki, György, and Rodolfo Llinás: Space and time in the brain. Science 358.6362 (2017): 482-485.